# Plaqueta (artes visuales)

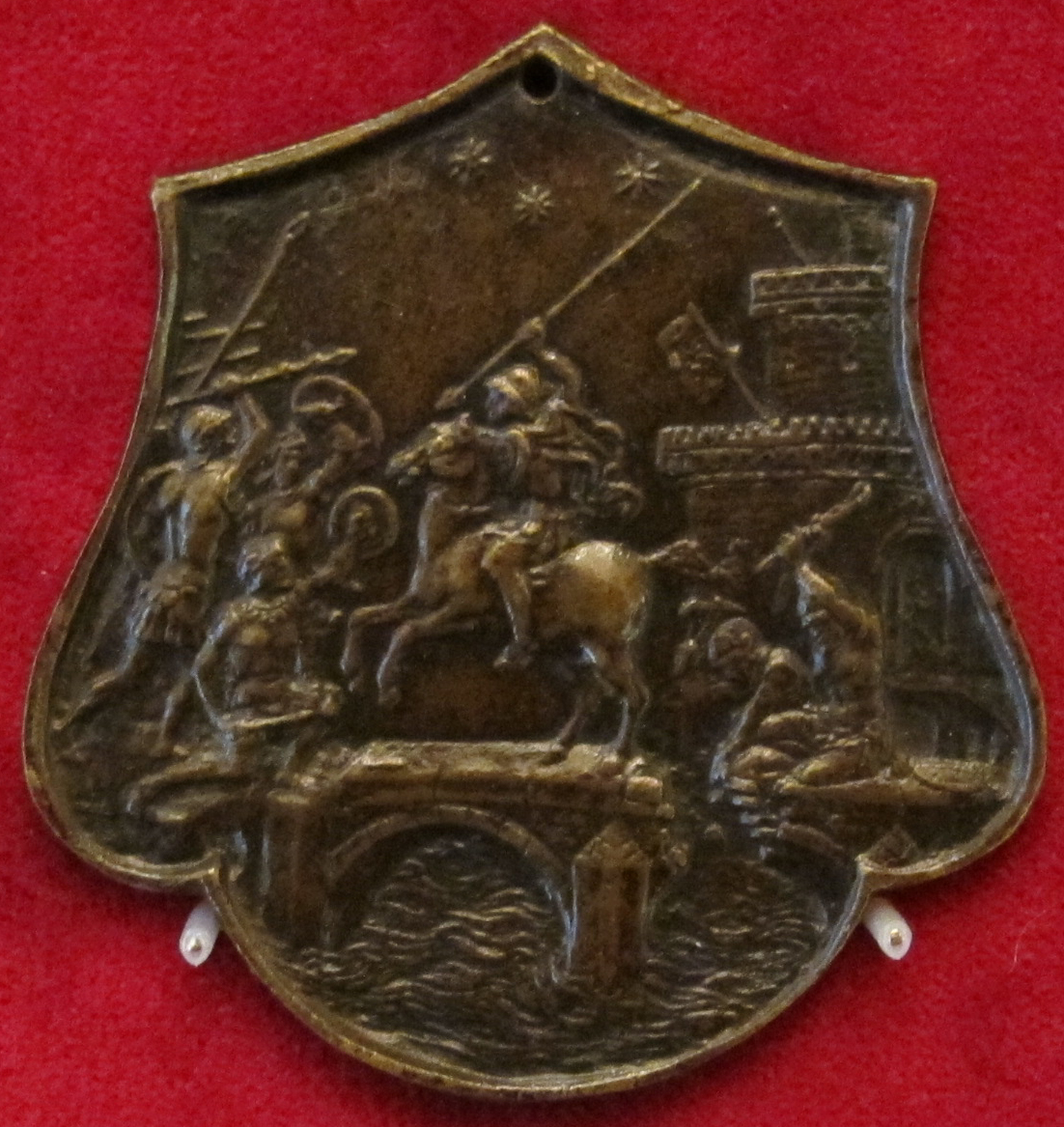
Horacio Cocles en el puente, plaqueta renacentista por maestro IO.F.F., finales del, Padua, 6.1 x 6.0 cm, en forma para decorar la empuñadura de una espada.

Una plaqueta es una pequeña escultura en bajorrelieve realizada en bronce u otros materiales. Fueron populares en el Renacimiento italiano y posteriormente. Las plaquetas pueden ser conmemorativas, pero especialmente en los períodos del Renacimiento y del Manierismo se hacían a menudo con fines puramente decorativos, con escenas a menudo repletas de fuentes religiosas, históricas o mitológicas. Sólo un lado está decorado, dando el principal punto de distinción con la medalla artística, donde normalmente ambos lados están decorados.